# Rosemarie DeWitt
Rosemarie DeWitt, född 26 oktober 1971 i Flushing, Queens, New York, är en amerikansk skådespelare.
DeWitt har bland annat haft en återkommande roll som Charmaine Craine i tv-serien United States of Tara och fick också mycket uppmärksamhet för sin prestation som titelrollen i långfilmen Rachel Getting Married (2008).
Sedan 2009 är hon gift med skådespelaren Ron Livingston.  Paret har adopterat två flickor.

## Filmografi i urval
- 2005 – Cinderella Man
- 2006 – Standoff (TV-serie)
- 2007 – Mad Men (TV-serie)
- 2008 – Rachel Getting Married
- 2009 – United States of Tara (TV-serie)
- 2010 – The Company Men
- 2011 – A Little Bit of Heaven
- 2011 – Your Sister's Sister
- 2011 – Margaret
- 2012 – Nobody Walks
- 2012 – Grannpatrullen
- 2012 – Timothy Greens märkliga liv
- 2012 – Promised Land
- 2016 – La La Land
- 2018 – Arizona
- 2020 – Små eldar överallt (TV-serie)
- 2024 – Smile 2
- 2025 – Untamed (TV-serie)